# Paletwa
Paletwa es una localidad de Birmania en el estado Chin, capital del municipio homónimo en el distrito de Mindat, a 18 km de la frontera con Bangladés. Es la antigua capital del distrito de Northern Arakan, en la orilla oeste del río Kaladan.
Era un insignificante pueblo cuando fue elegido como sede del gobierno del distrito. En 1901 tenía tan sólo 481 habitantes. Ahora es más grande pero no está entre las ciudades destacadas del país, aunque es la ciudad más poblada del estado Chin, y a pesar de ello no es la capital del distrito.